# Bruno Schirra
Bruno Schirra (* 1958 in Illingen) ist ein deutscher Journalist und Autor. Er arbeitet als freier Journalist.

## Leben
Bruno Schirra wurde im Saarland geboren, in Rheinland-Pfalz machte er eine Ausbildung zum Winzer. Er fuhr danach einige Jahre Lastwagen, unter anderem nach Afghanistan, und lernte so sein späteres Arbeitsfeld kennen. Schirra hat die Evangelische Journalistenschule in Berlin-Charlottenburg absolviert und war anschließend Redakteur des deutschen Wochenblattes Die Zeit. Dort hat er sich – zusammen mit seinem Kollegen Thomas Kleine-Brockhoff – mit Recherchen zur Leuna-Affäre einen Namen gemacht. Seit seinem Ausscheiden bei der Zeit schreibt Schirra unter anderem für das Monatsmagazin Cicero aus dem Schweizer Verlagshaus Ringier und die Tageszeitung Die Welt. Der Schwerpunkt seiner Berichterstattung ist der Nahe Osten.

## Juristische Auseinandersetzungen um „Geheimnisverrat“

### Hausdurchsuchung und Beschlagnahme 2005
Im September 2005 wurden die Redaktionsräume des Cicero und das Privathaus Schirras von der Polizei durchsucht. Anlass war ein Artikel im April-Heft, in dem Schirra den irakischen Terroristen Abu Musab az-Zarqawi porträtiert hatte und dabei Informationen aus vertraulichen Akten des Bundeskriminalamtes zitierte. Die Durchsuchung wurde in der deutschen Presse als Angriff auf den unabhängigen Journalismus und die Pressefreiheit kritisiert und es werden Parallelen zur Spiegel-Affäre 1962 gezogen. Cicero-Chefredakteur Wolfram Weimer und Schirra werden Beihilfe zum Geheimnisverrat vorgeworfen. FDP, Die Grünen und Linkspartei.PDS erwogen dazu einen parlamentarischen Untersuchungsausschuss. Im Oktober 2005 fand darum eine Sondersitzung des Bundestagsinnenausschusses statt, bei der der verantwortliche Bundesinnenminister Otto Schily in nichtöffentlicher Sitzung zu Vorwürfen der Staatsanwaltschaft Stellung beziehen sollte, die wegen Verdachts des Geheimnisverrates initiierte Durchsuchung bei Cicero sei unverhältnismäßig gewesen.
Im Rahmen der Durchsuchung des Privathauses von Bruno Schirra wurden unter anderem die gesamten Kellerräume mit den dort gelagerten Akten aus den letzten 15 Jahren von Schirras journalistischer Tätigkeit durchsucht und die gefundenen Materialien (ca. 100 Aktenordner) vollständig abtransportiert.
Zwischenzeitlich wurde zwar das ursprüngliche Verfahren gegen Bruno Schirra eingestellt, allerdings wurde ein weiteres Verfahren gegen ihn eingeleitet, da man unter den gefundenen Akten auch vertrauliche Unterlagen aus der Leuna-Affäre fand. Die gerichtliche Verwertung dieser als Zufallsfunde von der Staatsanwaltschaft deklarierten Akten im Rahmen des zwischenzeitlich eingeleiteten Verfahrens wird von Juristen als unzulässig angesehen.

### Ablehnung des Strafverfahrens gegen Schirra 2006
Unter Berufung auf § 353b StGB, der die Offenbarung von Dienstgeheimnissen durch einen Amtsträger unter Strafe stellt, wurde Anklage von der Staatsanwaltschaft Potsdam erhoben. Am 17. Juli 2006 lehnte das Amtsgericht Potsdam die Eröffnung eines Verfahrens wegen „Beihilfe zum Geheimnisverrat“ gegen Schirra und gegen Johannes von Dohnanyi, den Auslandschef der Schweizer Zeitung SonntagsBlick, ab. Die Ablehnung bezog sich auf zwei Punkte, zum einen sei eine Beihilfe Schirras zum Geheimnisverrat wie etwa durch deren Veröffentlichung hier nicht gegeben, da nicht bekannt ist, ob der ihm unbekannte Informant auch deren Veröffentlichung gewünscht habe. Dadurch wäre der Geheimnisverrat mit der Preisgabe der Informationen an den Journalisten nicht nur vollendet, sondern zugleich beendet gewesen. Durch die Beendigung sei somit eine Beihilfe ausgeschlossen. Zum zweiten hatte bereits der Investigativjournalist und Autor Jean-Charles Brisard schon 2004 aus dem BKA-Dossier zitiert. Die Staatsanwaltschaft legte eine sofortige Beschwerde ein, womit nun das OLG als nächste Instanz darüber entscheiden wird.
Formal und vordergründig geht es in diesem Rechtsstreit nur um den Verrat von Dienstgeheimnissen, inhaltlich und essentiell handelt es sich jedoch um eine Auseinandersetzung um das Grundrecht der Pressefreiheit in Gestalt des Zeugnisverweigerungsrechtes zum Zwecke des Informantenschutzes.
Der Tenor der Kritik gegenüber dem Urteil bezog sich nur auf das Wie, die Pressefreiheit hätte als Schutz interner Informanten gegenüber den Sicherheitsinteressen der jeweiligen Behörden auf eine bessere Weise begründet werden müssen. Journalistenverbände, Grüne und die Linkspartei fordern daher als Konsequenz aus der Affäre die Abschaffung des Straftatbestandes der Beihilfe zum Geheimnisverrat. Dieser Fall war jedoch nur ein besonders spektakuläres Beispiel von behördlicher Einschüchterung gegenüber deutschen Journalisten, die vertrauliche Informationen und Missstände veröffentlicht haben.

### Verfassungsbeschwerden
Cicero-Chefredakteur Wolfram Weimer hat im November 2006 zwei Verfassungsbeschwerden gegen die vom Potsdamer Amtsgericht angeordnete Durchsuchung und Beschlagnahme beim Bundesverfassungsgericht eingereicht. Das Bundesverfassungsgericht gab am 27. Februar 2007 Weimer Recht und bewertete die Durchsuchungen in der Cicero-Redaktion und in Schirras Wohnung als verfassungsrechtlich nicht zu rechtfertigenden Eingriff in die Pressefreiheit.
15 Akten von Bruno Schirra gingen nach Angaben des Gerichts verloren.

### Schirras Schädigung durch Verfahren
Seit den Gerichtsverfahren will trotz ihres positiven Ausgangs kein Informant mehr mit ihm zusammenarbeiten. Schirra sieht seine berufliche Existenz zerstört, da auch sein Archiv und Recherchematerial immer noch beschlagnahmt ist. Während des Prozesses erhielt er zu jeder Tageszeit anonyme Anrufe, die er auch heute noch bekomme. Israelische und arabische Quellen teilten ihm mit, keine Informationen mehr geben zu wollen. Im Oktober 2007 wurde er in der Nähe seiner Wohnung von zwei Männern vermutlich arabischer Herkunft zusammengeschlagen. Sein Arbeitgeber, der Ringier Verlag, entließ seinen Auslandsreporter aus Kostengründen und aus Sorge um den Ruf des Verlags nach der Borer-Affäre 2002. Schirra klagt daher beim Landgericht Potsdam auf Schadensersatz gegen das Land Brandenburg für die erlittenen Einkommensverluste.

## Zitate
„Ich sehe das [die Durchsuchungsaktion und die Beschlagnahmung seiner Unterlagen] als glasklare Botschaft auch an Kollegen, die ähnlich investigativ arbeiten wie ich selbst. Wir alle und unsere Informanten sollen dadurch eingeschüchtert werden.“

## Schriften (Auswahl)
- „Jetzt beginnt die eigentliche Arbeit.“ 300 Jahre Jüdische Gemeinde Halle. In: Allgemeine Jüdische Wochenzeitung, Vol. 47, No. 42, 1992, S. 9.
- Die Erinnerung der Täter. In: Der Spiegel. Nr. 40, 1998, S. 90–100.
- Otto John, Hamburg, HörbucHHamburg 1999, 1 Audio-CD, Serie „Ungelöst“, ISBN 3-934120-20-2
- Iran – Sprengstoff für Europa. Econ, Berlin 2006, ISBN 3-430-17957-2
- Ihr liebt das Leben, wir den Tod. Die Menschen im Herzen des Islamismus, Herder, Freiburg im Breisgau 2007, ISBN 3-451-29089-8
- ISIS – Der globale Dschihad. Wie der „Islamische Staat“ den Terror nach Europa trägt. Econ Verlag. Berlin. 2015. ISBN 978-3-430-20193-3